# Blida (verre)
Un blida est un verre communément utilisé pour boire du champagne.

## Description
Le blida est un petit verre d'une contenance d'environ 7 à 8 centilitres, ce qui permet de servir entre 8 et 10 personnes par bouteille.

## Origine
Ce verre, fabriqué à Reims, était exporté vers  Blida, ville du nord de  l'Algérie où il était utilisé pour le service du thé à la menthe. À la suite d'un effondrement du marché, les maisons de champagne ont décidé d’utiliser les stocks importants qui s’étaient constitués et de tirer parti des avantages de ce verre petit, résistant et donc facilement transportable.